# Wilcze Tułowskie (gromada)
Wilcze Tułowskie – dawna gromada, czyli najmniejsza jednostka podziału terytorialnego Polskiej Rzeczypospolitej Ludowej w latach 1954–1972.
Gromady, z gromadzkimi radami narodowymi (GRN) jako organami władzy najniższego stopnia na wsi, funkcjonowały od reformy reorganizującej administrację wiejską przeprowadzonej jesienią 1954 do momentu ich zniesienia z dniem 1 stycznia 1973, tym samym wypierając organizację gminną w latach 1954–1972.
Gromadę Wilcze Tułowskie z siedzibą GRN w Wilczu Tułowskim utworzono – jako jedną z 8759 gromad na obszarze Polski – w powiecie sochaczewskim w woj. warszawskim, na mocy uchwały nr VI/10/4/54 WRN w Warszawie z dnia 5 października 1954. W skład jednostki weszły obszary dotychczasowych gromad Gorzewnica, Górki, Hilarów, Kromnów, Łasice, Miszory, Nowa Wieś-Śladów, Przęsławice, Śladów, Tułowice, Wilcze Śladowskie i Wilcze Tułowskie ze zniesionej gminy Tułowice oraz obszar dotychczasowej gromady Janów ze zniesionej gminy Łazy w tymże powiecie. Dla gromady ustalono 22 członków gromadzkiej rady narodowej.
31 grudnia 1959 do gromady Wilcze Tułowskie przyłączono wsie Famułki Królewskie, Famułki Łazowskie i Władysławów ze znoszonej gromady Bromierzyk w tymże powiecie.
31 grudnia 1961 do gromady Wilcze Tułowskie włączono wsie Piaski Duchowne i Piaski Królewskie ze znoszonej gromady Secymin Polski w tymże() powiecie.
Gromada przetrwała do końca 1972 roku, czyli do kolejnej reformy gminnej.